# GP2-Lauf in Silverstone 2013
Der GP2-Lauf in Silverstone 2013 fand vom 28. bis 30. Juni auf dem Silverstone Circuit in Silverstone statt und war der fünfte Lauf der GP2-Serie 2013. Sam Bird (Russian Time) gewann das Hauptrennen vor Stéphane Richelmi (DAMS) und Tom Dillmann (Russian Time). Das Sprintrennen gewann Jon Lancaster (Hilmer Motorsport) vor Rio Haryanto (Barwa Addax) und James Calado (ART Grand Prix).

## Berichte

### Hintergrund
Die Veranstaltung fand im Rahmenprogramm des Großen Preises von Großbritannien statt.
Nach dem Lauf in Monte Carlo führte Stefano Coletti die Fahrerwertung mit 24 Punkten vor Felipe Nasr und 62 Punkten vor Sam Bird an. Rapax führte in der Teamwertung mit einem Punkt vor Carlin und 48 Punkten vor Russian Time.
Fabrizio Crestani ersetzte Kevin Giovesi bei Venezuela GP Lazarus.

### Training
Im freien Training fuhr Leimer die schnellste Rundenzeit, gefolgt von Robin Frijns und James Calado.

### Qualifying
Zu Beginn der Qualifyingsession hingen dunkle Wolken über der Strecke, sodass beim Umschalten der Boxenampel auf grün alle Fahrer direkt herausfuhren. Marcus Ericsson fuhr die schnellste Zeit ehe, der Regen begann, und es den anderen Fahrern unmöglich machte, sich zu verbessern.
Er sicherte sich die Pole-Position vor Bird und Nasr.

### Hauptrennen
Bird startete nicht gut und verlor direkt eine Position an Nasr, anschließend noch eine an Coletti. Ericsson behielt die Führung. In den folgenden Kurven duellierten sich Ericsson und Nasr, bei der Ericsson Nasr von der Strecke drängte und sie beide an Schwung verloren. Coletti musste daraufhin bremsen, was Bird ausnutzte und einen Überholversuch startete. Ericsson und Nasr mussten eine weite Linie fahren, womit sich innen eine Lücke auftat, die Bird nutzte, um an allen drei Fahrern gleichzeitig vorbeizukommen und in Führung zu gehen. Coletti, der von der Auseinandersetzung zwischen Ericsson und Nasr zunächst nicht profitiert hatte, überholte im Laufe der ersten Runde beide und lag hinter Bird auf Position zwei. Für das Abdrängen von Nasr erhielt Ericsson im Laufe des Rennens eine Durchfahrtsstrafe.
Nach der ersten Runde führte somit Bird vor Coletti, Ericsson, Nasr, Stéphane Richelmi und Mitch Evans.
Während an der Spitze des Feldes die Abstände größer wurden, kam es in der dritten Runde zu einer Berührung zwischen Alexander Rossi und Kevin Ceccon, bei der sich Ceccon drehte. Sein Motor war dabei ausgegangen und sein Rennen somit beendet. Rossi wurde für diese Aktion mit einer Rückversetzung um zehn Startplätze im Sprintrennen bestraft.
Im weiteren Verlauf der ersten Runden schloss Ericsson auf Coletti und Richelmi auf Nasr auf. Coletti und Nasr kamen daraufhin in der ersten Runde der Boxenstoppphase direkt hinein, genauso wie Calado. Bird und Ericsson kamen eine Runde später zu ihrem Stopp. Ericsson kam zunächst vor Coletti heraus, welcher ihn dann jedoch überholte. Anschließend trat Ericsson seine Durchfahrtsstrafe an, womit er aus den Punkterängen herausfiel.
Bird lag nach seinem Stopp hinter Crestani, wodurch Coletti aufholen konnte. Kurze Zeit später gelang es Bird, an Crestani vorbeizugehen, Coletti lag nun direkt hinter ihm und verlor Zeit. Auch im weiteren Verlauf verloren diejenigen, die bereits ihren Stopp absolviert hatten, Zeit, da sie hinter langsameren Fahrern, die ihren Boxenstopp noch nicht absolviert hatten, festhingen. Evans führte währenddessen das Feld an und vergrößerte seinen Vorsprung sukzessive.
Richelmi war nach seinem Stopp auf Position acht herausgekommen, Evans kam auf Position drei knapp vor Coletti zurück auf die Strecke, mit dem er sich anschließend duellierte. Kurz danach bekam Evans jedoch eine 10-Sekunden-Stop-and-Go-Strafe, da er zu schnell in der Boxengasse gefahren war. Währenddessen kam es zu einer Kollision zwischen Jon Lancaster und Calado, woraufhin Calado sich drehte, das Rennen jedoch fortführen konnte. Nasr gab in der Zwischenzeit das Rennen in der Boxengasse auf.
Während Richelmi Coletti überholte, hatte Tom Dillmann seinen Boxenstopp am längsten herausgezögert und führte das Rennen an. Zehn Runden vor Schluss bog er in die Boxengasse ein und kam als Sechster auf die Strecke zurück. Mit den frischen Reifen fuhr er auf Anhieb schnelle Rundenzeiten und überholte Palmer und Leimer. Auch den Rückstand auf Coletti verringerte er schnell und es kam zu einem Duell um den letzten Podestplatz. Rundenlang fuhr Dillman hinter Coletti her und setzte mehrere Überholversuche. Leimer und Palmer hatten derweil aufgeschlossen, waren jedoch nicht in der Lage, Überholversuche zu setzen. In der vorletzten Runde verbremste sich Coletti in der Schikane vor der Start-Ziel-Geraden und musste Dillmann passieren lassen, der sofort eine Lücke herausfuhr. Leimer war direkt hinter Coletti und setzte ihn unter Druck. In der letzten Runde kam es zu einer Kollision zwischen den beiden, wobei Coletti sein Fahrzeug beschädigte und das Rennen beendete. Leimer wurde dafür mit einer Rückversetzung um zehn Startplätze im Sprintrennen bestraft.
Es gewann Bird vor Richelmi und Dillmann. Dillmann bekam zusätzlich die zwei Punkte für die schnellste Runde.

### Sprintrennen
Julian Leal startete von der Pole-Position und verlor am Start mehrere Positionen. Lancaster startete von Position vier gut und übernahm die Führung vor Rio Haryanto und Calado. Diese baute er in den ersten Runden aus, ehe das Safety-Car auf die Strecke kam. Dies war notwendig, da Daniel Abt die Kontrolle über seinen Dallara verloren hatte und nach einem Dreher mitten auf der Fahrbahn stehen geblieben war.
Nach der Safety-Car-Phase setzte sich Lancaster erneut ab. Dahinter kam es zu einem Duell zwischen Rossi und Rosenzweig. Nasr, der hinter den beiden fuhr, nutzte diesen Zweikampf aus und überholte beide in einem Manöver.
Wenig später machte Nasrs Teamkollege Palmer ebenfalls Positionen gut. Beim Überholmanöver gegen Canamasas kam es jedoch zu einer Berührung, wobei sich Canamasas den Frontflügel beschädigte. Canamasas ging daraufhin an die Box und kam überrundet genau vor Palmer wieder auf die Strecke. Während Coletti sich gegen Adrian Quaife-Hobbs wehrte, holte Canamasas auf dieses Duell auf und wollte sich zurückrunden. Palmer dahinter wollte seinerseits Canamasas überholen. Da dieser jedoch keine blauen Flaggen gezeigt bekam, ließ er ihn nicht passieren. Palmer machte einen Überholversuch und setzte sich neben Canamasas, der ihn jedoch übersah und eine Kollision verursachte. Für Palmer war das Rennen beendet. Canamasas konnte sein Rennen weiterführen, bekam jedoch eine 10-Sekunden-Stop-and-Go-Strafe dafür.
Dillmann lag währenddessen auf Position fünf. Sein Teamkollege Bird holte zum Ende des Rennens auf und Dillmann ließ ihn kampflos passieren. Auch Nasr schloss auf Dillmann auf und setzte ihn unter Druck. Dillmann wehrte sich dieses Mal und Nasr fand bis zum Ende des Rennens keinen Weg an ihm vorbei.
Lancaster gewann das Rennen vor Haryanto und Calado. Es war Lancasters erster Sieg in einem GP2-Rennen. Darüber hinaus bekam er zwei zusätzliche Punkte für die schnellste Runde des Rennens.

## Meldeliste
Alle Teams und Fahrer verwendeten das Dallara-Chassis GP2/11, Motoren von Renault-Mecachrome und Reifen von Pirelli.
| Team                 | Auto # | Fahrer              |
| -------------------- | ------ | ------------------- |
| DAMS                 | 01     | Marcus Ericsson     |
| DAMS                 | 02     | Stéphane Richelmi   |
| ART Grand Prix       | 03     | James Calado        |
| ART Grand Prix       | 04     | Daniel Abt          |
| Arden International  | 05     | Johnny Cecotto jr.  |
| Arden International  | 06     | Mitch Evans         |
| Racing Engineering   | 07     | Julian Leal         |
| Racing Engineering   | 08     | Fabio Leimer        |
| Carlin               | 09     | Felipe Nasr         |
| Carlin               | 10     | Jolyon Palmer       |
| Russian Time         | 11     | Sam Bird            |
| Russian Time         | 12     | Tom Dillmann        |
| EQ8 Caterham Racing  | 14     | Sergio Canamasas    |
| EQ8 Caterham Racing  | 15     | Alexander Rossi     |
| Barwa Addax Team     | 16     | Jake Rosenzweig     |
| Barwa Addax Team     | 17     | Rio Haryanto        |
| Rapax                | 18     | Stefano Coletti     |
| Rapax                | 19     | Simon Trummer       |
| Trident Racing       | 20     | Nathanaël Berthon   |
| Trident Racing       | 21     | Kevin Ceccon        |
| Hilmer Motorsport    | 22     | Robin Frijns        |
| Hilmer Motorsport    | 23     | Jon Lancaster       |
| Venezuela GP Lazarus | 24     | René Binder         |
| Venezuela GP Lazarus | 25     | Fabrizio Crestani   |
| MP Motorsport        | 26     | Adrian Quaife-Hobbs |
| MP Motorsport        | 27     | Daniël de Jong      |

## Klassifikationen

### Qualifying
| Pos. | Fahrer              | Team                 | Zeit     | Start |
| ---- | ------------------- | -------------------- | -------- | ----- |
| 01   | Marcus Ericsson     | DAMS                 | 1:40,716 | 01    |
| 02   | Sam Bird            | Russian Time         | 1:41,087 | 02    |
| 03   | Felipe Nasr         | Carlin               | 1:41,144 | 03    |
| 04   | Stefano Coletti     | Rapax                | 1:41,219 | 04    |
| 05   | Stéphane Richelmi   | DAMS                 | 1:41,411 | 05    |
| 06   | Fabio Leimer        | Racing Engineering   | 1:41,442 | 06    |
| 07   | Rio Haryanto        | Barwa Addax Team     | 1:41,537 | 07    |
| 08   | Mitch Evans         | Arden International  | 1:41,563 | 08    |
| 09   | Tom Dillmann        | Russian Time         | 1:41,633 | 09    |
| 10   | James Calado        | ART Grand Prix       | 1:41,662 | 10    |
| 11   | Julian Leal         | Racing Engineering   | 1:41,765 | 11    |
| 12   | Fabrizio Crestani   | Venezuela GP Lazarus | 1:41,771 | 12    |
| 13   | Nathanaël Berthon   | Trident Racing       | 1:41,812 | 13    |
| 14   | Sergio Canamasas    | Caterham Racing      | 1:41,881 | 14    |
| 15   | Kevin Ceccon        | Trident Racing       | 1:41,890 | 15    |
| 16   | Robin Frijns        | Hilmer Motorsport    | 1:41,970 | 16    |
| 17   | Jon Lancaster       | Hilmer Motorsport    | 1:41,978 | 17    |
| 18   | Johnny Cecotto jr.  | Arden International  | 1:42,013 | 18    |
| 19   | Alexander Rossi     | Caterham Racing      | 1:42,020 | 19    |
| 20   | Jolyon Palmer       | Carlin               | 1:42,207 | 20    |
| 21   | Simon Trummer       | Rapax                | 1:42,213 | 21    |
| 22   | René Binder         | Venezuela GP Lazarus | 1:42,376 | 22    |
| 23   | Jake Rosenzweig     | Barwa Addax Team     | 1:42,402 | 23    |
| 24   | Adrian Quaife-Hobbs | MP Motorsport        | 1:42,658 | 24    |
| 25   | Daniel Abt          | ART Grand Prix       | 1:42,687 | 25    |
| 26   | Daniël de Jong      | MP Motorsport        | 1:42,862 | 26    |

### Hauptrennen
| Pos. | Fahrer              | Team                 | Runden | Zeit       | Start | Schnellste Runde |
| ---- | ------------------- | -------------------- | ------ | ---------- | ----- | ---------------- |
| 01   | Sam Bird            | Russian Time         | 29     | 51:32,250  | 02    | 1:44,453 (25.)   |
| 02   | Stéphane Richelmi   | DAMS                 | 29     | + 2,427    | 05    | 1:43,828 (25.)   |
| 03   | Tom Dillmann        | Russian Time         | 29     | + 12,052   | 09    | 1:43,191 (21.)   |
| 04   | Fabio Leimer        | Racing Engineering   | 29     | + 13,888   | 06    | 1:44,594 (10.)   |
| 05   | Jon Lancaster       | Hilmer Motorsport    | 29     | + 14,782   | 17    | 1:43,818 (19.)   |
| 06   | Jolyon Palmer       | Carlin               | 29     | + 18,762   | 20    | 1:44,381 (12.)   |
| 07   | Rio Haryanto        | Barwa Addax Team     | 29     | + 19,734   | 07    | 1:44,649 (28.)   |
| 08   | Julian Leal         | Racing Engineering   | 29     | + 20,365   | 11    | 1:44,128 (27.)   |
| 09   | James Calado        | ART Grand Prix       | 29     | + 26,626   | 10    | 1:44,197 (22.)   |
| 10   | Alexander Rossi     | Caterham Racing      | 29     | + 30,352   | 19    | 1:44,138 (08.)   |
| 11   | Marcus Ericsson     | DAMS                 | 29     | + 32,235   | 01    | 1:44,475 (24.)   |
| 12   | Adrian Quaife-Hobbs | MP Motorsport        | 29     | + 32,829   | 24    | 1:43,623 (16.)   |
| 13   | Robin Frijns        | Hilmer Motorsport    | 29     | + 42,265   | 16    | 1:44,760 (22.)   |
| 14   | Jake Rosenzweig     | Barwa Addax Team     | 29     | + 44,623   | 23    | 1:44,652 (27.)   |
| 15   | Daniel Abt          | ART Grand Prix       | 29     | + 47,519   | 25    | 1:45,352 (09.)   |
| 16   | René Binder         | Venezuela GP Lazarus | 29     | + 49,683   | 22    | 1:44,761 (13.)   |
| 17   | Johnny Cecotto jr.  | Arden International  | 29     | + 1:00,115 | 18    | 1:45,333 (27.)   |
| 18   | Fabrizio Crestani   | Venezuela GP Lazarus | 29     | + 1:01,120 | 12    | 1:45,275 (20.)   |
| 19   | Mitch Evans         | Arden International  | 29     | + 1:03,532 | 08    | 1:41,832 (22.)   |
| 20   | Nathanaël Berthon   | Trident Racing       | 29     | + 1:04,852 | 13    | 1:46,024 (16.)   |
| 21   | Stefano Coletti     | Rapax                | 28     | DNF        | 04    | 1:44,028 (09.)   |
| 22   | Daniël de Jong      | MP Motorsport        | 28     | + 1 Runde  | 26    | 1:43,889 (27.)   |
| 23   | Sergio Canamasas    | Caterham Racing      | 28     | + 1 Runde  | 14    | 1:43,958 (16.)   |
| 24   | Simon Trummer       | Rapax                | 28     | + 1 Runde  | 21    | 1:44,481 (26.)   |
| —    | Felipe Nasr         | Carlin               | 17     | DNF        | 03    | 1:44,672 (08.)   |
| —    | Kevin Ceccon        | Trident Racing       | 02     | DNF        | 15    | 1:47,673 (02.)   |

### Sprintrennen
| Pos. | Fahrer              | Team                 | Runden | Zeit       | Start | Schnellste Runde |
| ---- | ------------------- | -------------------- | ------ | ---------- | ----- | ---------------- |
| 01   | Jon Lancaster       | Hilmer Motorsport    | 21     | 37:19,528  | 04    | 1:43,047 (06.)   |
| 02   | Rio Haryanto        | Barwa Addax Team     | 21     | + 6,513    | 02    | 1:43,622 (05.)   |
| 03   | James Calado        | ART Grand Prix       | 21     | + 7,922    | 08    | 1:43,904 (05.)   |
| 04   | Julian Leal         | Racing Engineering   | 21     | + 8,420    | 01    | 1:44,043 (09.)   |
| 05   | Sam Bird            | Russian Time         | 21     | + 9,348    | 07    | 1:43,573 (09.)   |
| 06   | Tom Dillmann        | Russian Time         | 21     | + 14,563   | 05    | 1:43,801 (09.)   |
| 07   | Felipe Nasr         | Carlin               | 21     | + 14,671   | 25    | 1:43,268 (18.)   |
| 08   | Marcus Ericsson     | DAMS                 | 21     | + 15,321   | 09    | 1:43,935 (09.)   |
| 09   | Alexander Rossi     | Caterham Racing      | 21     | + 15,877   | 20    | 1:43,971 (18.)   |
| 10   | Stefano Coletti     | Rapax                | 21     | + 18,789   | 21    | 1:44,229 (19.)   |
| 11   | Adrian Quaife-Hobbs | MP Motorsport        | 21     | + 23,855   | 10    | 1:44,378 (19.)   |
| 12   | Kevin Ceccon        | Trident Racing       | 21     | + 32,021   | 26    | 1:45,111 (16.)   |
| 13   | René Binder         | Venezuela GP Lazarus | 21     | + 34,933   | 14    | 1:44,878 (19.)   |
| 14   | Mitch Evans         | Arden International  | 21     | + 35,673   | 18    | 1:45,018 (21.)   |
| 15   | Fabio Leimer        | Racing Engineering   | 21     | + 35,861   | 15    | 1:44,435 (17.)   |
| 16   | Simon Trummer       | Rapax                | 21     | + 37,838   | 24    | 1:44,558 (21.)   |
| 17   | Fabrizio Crestani   | Venezuela GP Lazarus | 21     | + 41,133   | 17    | 1:45,028 (20.)   |
| 18   | Daniël de Jong      | MP Motorsport        | 21     | + 51,728   | 22    | 1:45,649 (16.)   |
| 19   | Stéphane Richelmi   | DAMS                 | 21     | + 1:25,181 | 06    | 1:43,884 (20.)   |
| 20   | Sergio Canamasas    | Caterham Racing      | 20     | + 1 Runde  | 23    | 1:44,960 (08.)   |
| 21   | Jake Rosenzweig     | Barwa Addax Team     | 19     | + 2 Runden | 12    | 1:45,366 (02.)   |
| —    | Jolyon Palmer       | Carlin               | 13     | DNF        | 03    | 1:45,146 (08.)   |
| —    | Johnny Cecotto jr.  | Arden International  | 08     | DNF        | 16    | 1:44,902 (05.)   |
| —    | Robin Frijns        | Hilmer Motorsport    | 06     | DNF        | 11    | 1:45,755 (02.)   |
| —    | Nathanaël Berthon   | Trident Racing       | 03     | DNF        | 19    | 1:46,502 (02.)   |
| —    | Daniel Abt          | ART Grand Prix       | 02     | DNF        | 13    | 1:46,360 (02.)   |

## Punktestände nach dem Lauf

### Fahrerwertung
| Pos. | Fahrer              | Team                | Punkte |
| ---- | ------------------- | ------------------- | ------ |
| 01   | Stefano Coletti     | Rapax               | 120    |
| 02   | Felipe Nasr         | Carlin              | 98     |
| 03   | Sam Bird            | Russian Time        | 89     |
| 04   | Fabio Leimer        | Racing Engineering  | 66     |
| 05   | James Calado        | ART Grand Prix      | 52     |
| 06   | Jon Lancaster       | Hilmer Motorsport   | 44     |
| 07   | Tom Dillmann        | Russian Time        | 43     |
| 08   | Jolyon Palmer       | Carlin              | 39     |
| 09   | Robin Frijns        | Hilmer Motorsport   | 37     |
| 10   | Mitch Evans         | Arden International | 36     |
| 11   | Stéphane Richelmi   | DAMS                | 33     |
| 12   | Kevin Ceccon        | Trident             | 28     |
| 13   | Alexander Rossi     | Caterham Racing     | 28     |
| 14   | Adrian Quaife-Hobbs | MP Motorsport       | 23     |
| 15   | Johnny Cecotto jr.  | Arden International | 23     |

| Pos. | Fahrer            | Team                 | Punkte |
| ---- | ----------------- | -------------------- | ------ |
| 16   | Julian Leal       | Racing Engineering   | 22     |
| 17   | Rio Haryanto      | Barwa Addax          | 20     |
| 18   | René Binder       | Venezuela GP Lazarus | 11     |
| 19   | Marcus Ericsson   | DAMS                 | 9      |
| 20   | Simon Trummer     | Rapax                | 8      |
| 21   | Daniel Abt        | ART Grand Prix       | 3      |
| 22   | Conor Daly        | Hilmer Motorsport    | 2      |
| 23   | Daniël de Jong    | MP Motorsport        | 1      |
| 24   | Jake Rosenzweig   | Barwa Addax          | 0      |
| 25   | Kevin Giovesi     | Venezuela GP Lazarus | 0      |
| 26   | Sergio Canamasas  | Caterham Racing      | 0      |
| 27   | Pål Varhaug       | Hilmer Motorsport    | 0      |
| 28   | Fabrizio Crestani | Venezuela GP Lazarus | 0      |
| 29   | Nathanaël Berthon | Trident              | 0      |
| 30   | Qing Hua Ma       | Caterham Racing      | 0      |

### Teamwertung
| Pos. | Team                | Punkte |
| ---- | ------------------- | ------ |
| 01   | Carlin              | 137    |
| 02   | Russian Time        | 132    |
| 03   | Rapax               | 128    |
| 04   | Racing Engineering  | 88     |
| 05   | Hilmer Motorsport   | 83     |
| 06   | Arden International | 59     |
| 07   | ART Grand Prix      | 55     |

| Pos. | Team                 | Punkte |
| ---- | -------------------- | ------ |
| 08   | DAMS                 | 46     |
| 09   | Trident Racing       | 28     |
| 10   | Caterham Racing      | 28     |
| 11   | MP Motorsport        | 24     |
| 12   | Barwa Addax Team     | 20     |
| 13   | Venezuela GP Lazarus | 11     |